# Harpalpur
Harpalpur è una suddivisione dell'India, classificata come nagar panchayat, di 15.410 abitanti, situata nel distretto di Chhatarpur, nello stato federato del Madhya Pradesh. In base al numero di abitanti la città rientra nella classe IV (da 10.000 a 19.999 persone).

## Geografia fisica
La città è situata a 25° 19' 26 N e 79° 18' 01 E.

## Società

### Evoluzione demografica
Al censimento del 2001 la popolazione di Harpalpur assommava a 15.410 persone, delle quali 8.199 maschi e 7.211 femmine. I bambini di età inferiore o uguale ai sei anni assommavano a 2.272, dei quali 1.161 maschi e 1.111 femmine. Infine, coloro che erano in grado di saper almeno leggere e scrivere erano 10.638, dei quali 6.342 maschi e 4.296 femmine.